# Paul Ellering
Paul Ellering (Melrose, 22 agosto 1953) è un ex wrestler e dirigente sportivo statunitense, noto per il suo ruolo di manager dei Road Warriors/Legion of Doom durante gli anni ottanta e novanta.
Oltre ad essere il manager dei Road Warriors nelle storyline, Ellering era anche il vero e proprio curatore degli interessi dei due nella loro vita privata: egli, infatti, si occupava di procurare ingaggi, fissare incontri, prenotare hotel e tenere conto delle finanze della coppia.
Nel 2011 è stato inserito nella WWE Hall of Fame insieme ad Animal e Hawk.

## Carriera

### Mid-South Wrestling
Mentre lottava nella Mid-South Wrestling, nel 1982 Ellering si infortunò seriamente a un ginocchio nel corso di un match con Robert Gibson. Tornato sul ring dopo una lunga pausa, si infortunò nuovamente al ginocchio. Questo infortunio pose fine alla sua carriera da lottatore a tempo pieno.

### Georgia & AWA

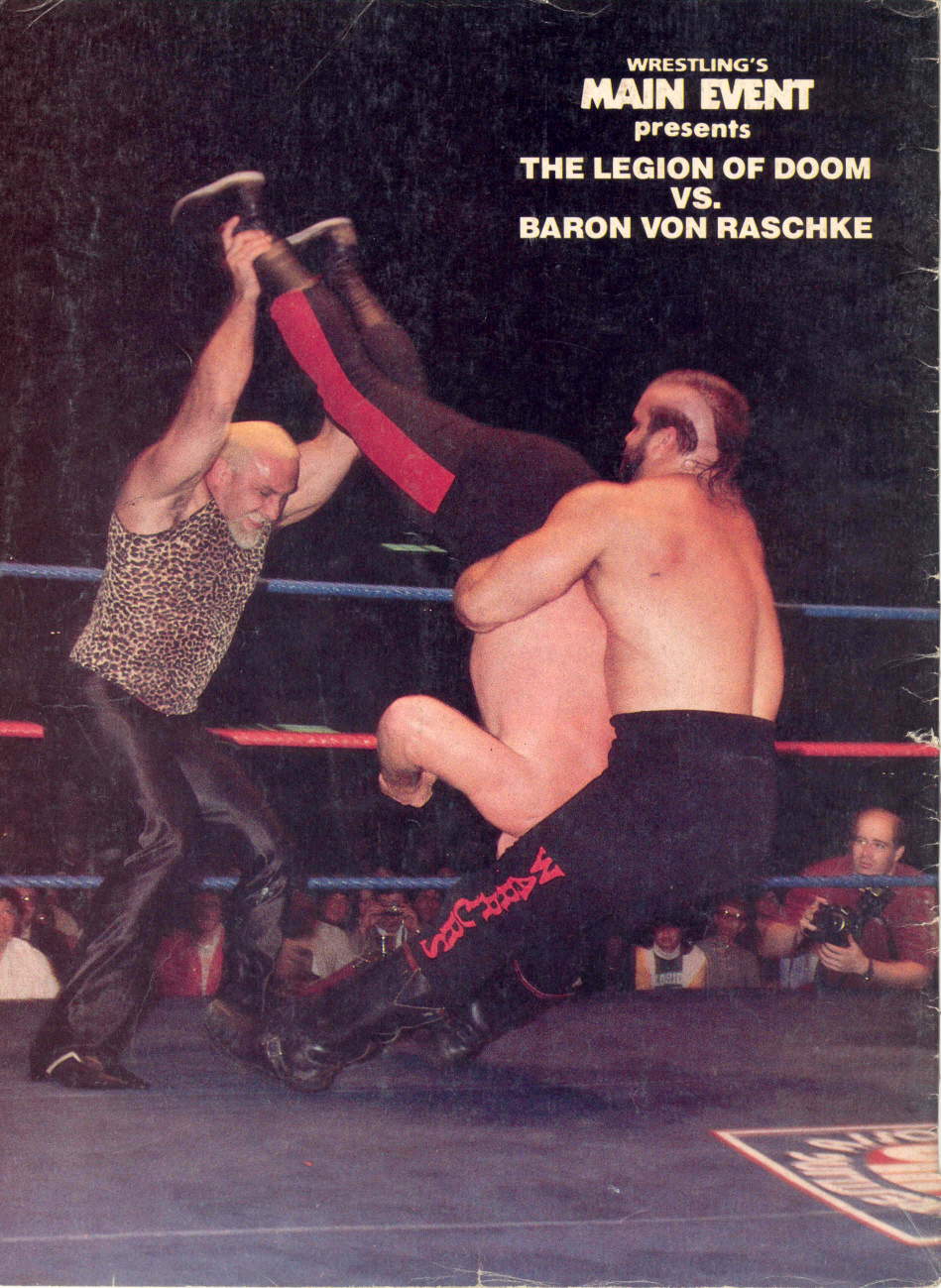
Ellering e Animal colpiscono Baron von Raschke (1985)

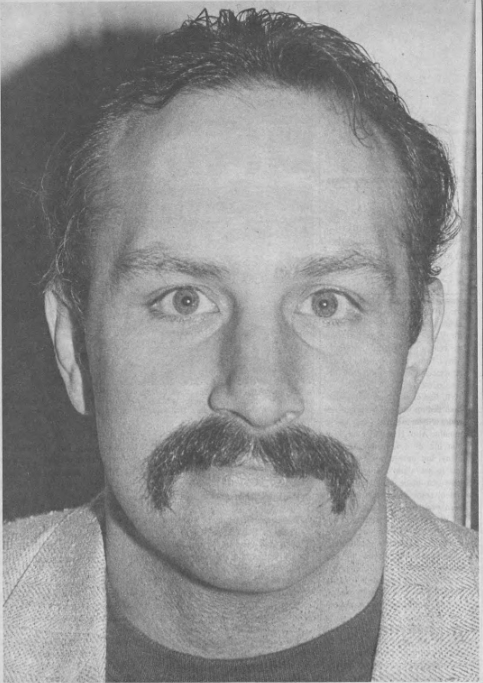
Ellering nel 1987 circa

Il booker della Georgia Ole Anderson, conoscendo le sue doti oratorie e la sua parlantina, gli offrì un lavoro come manager.
Ellering formò quindi una stable denominata "Legion of Doom" che comprendeva King Kong Bundy, Jake Roberts e Road Warriors. Alla fine rimasero solo i Road Warriors che vinsero l'NWA National Tag Team Championship per tre volte prima di trasferirsi nella American Wrestling Association, dove la coppia detenne l'AWA World Tag Team Championship per un anno, durante il quale gli Warriors – ed Ellering per associazione – effettuarono un turn face.
Ellering è principalmente noto proprio come manager dei Road Warriors, dal 1983 al 1992 durante i loro stint nella AWA, in vari territori della National Wrestling Alliance, nella New Japan Pro-Wrestling, nella All-Japan Pro Wrestling e nella World Wrestling Federation nel 1992.

### Jim Crockett Promotions/World Championship Wrestling (1986–1990)
Dopo la perdita dei titoli di coppia AWA, Ellering e i Road Warriors si spostarono nella Jim Crockett Promotions dove vinsero la Crockett Cup (1986) e il WCW World Tag Team Championship nel 1988. Sebbene svolgesse prevalentemente l'attività di manager, Ellering talvolta si cimentava sul quadrato come lottatore, come nel 1987 all'evento Great American Bash dove si unì a Road Warriors, Nikita Koloff, e Dusty Rhodes per affrontare i Four Horsemen e il loro manager J.J. Dillon nel primo WarGames match in assoluto. Affrontò anche Teddy Long in un "Hair vs. Hair" match al ppv Capital Combat del 1990, uscendo vincitore.

### World Wrestling Federation (1992; 1998–1999)
Ellering tornò a fare da manager a Hawk e Animal (che ora utilizzavano la denominazione Legion of Doom come nome del loro tag team) in occasione di WrestleMania VIII e rimase con loro fino a quando lasciarono la WWF dopo SummerSlam (1992). Nel discusso angle che vide Hawk & Animal "riscoprire" il loro giocattolo d'infanzia "Rocko", un pupazzo da ventriloquo, Ellering era il burattinaio e la voce del pupazzo.

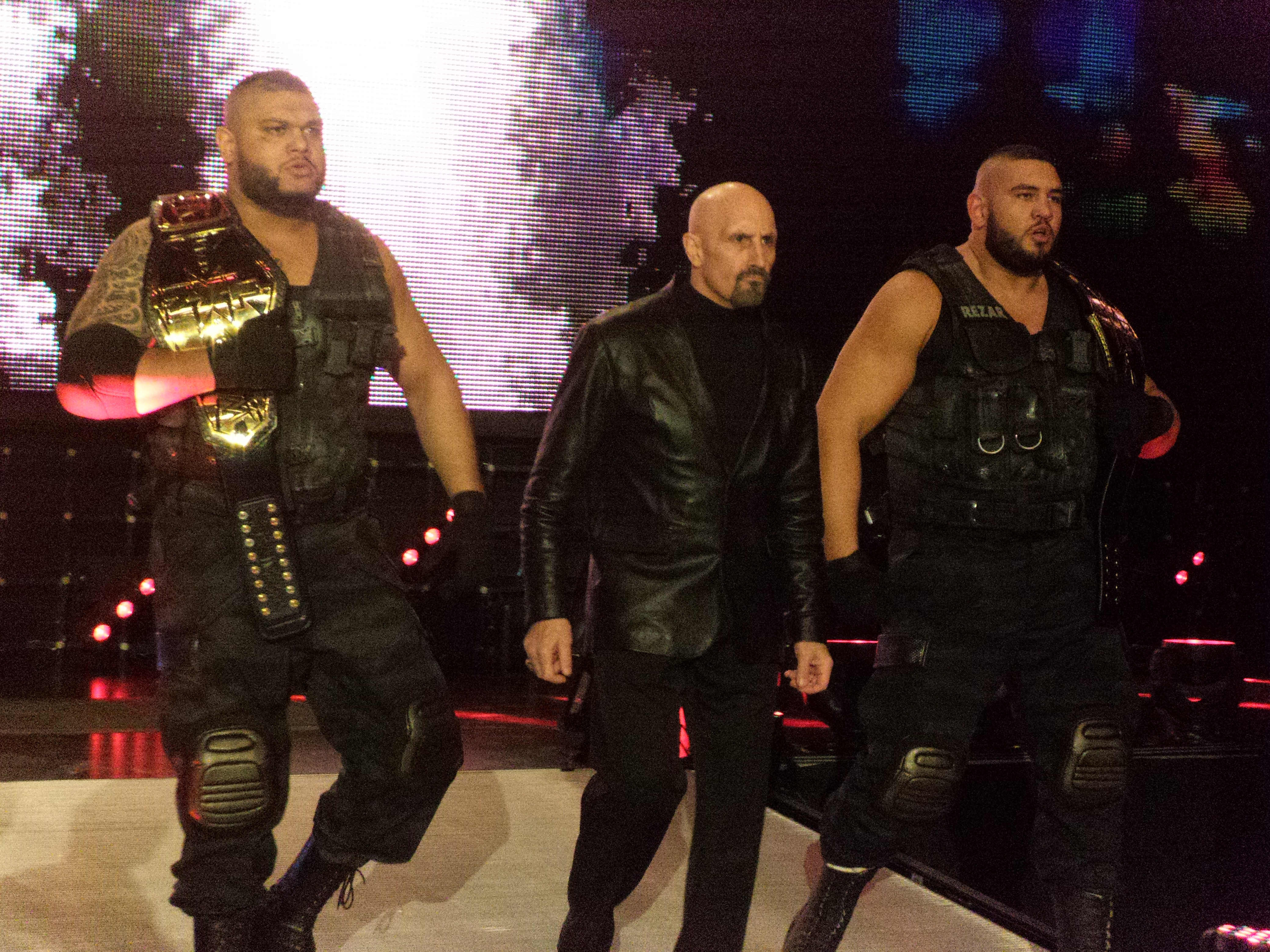
Ellering (al centro) con gli Authors of Pain nel febbraio 2017

Nel 1998 fece da manager ai Disciples of Apocalypse, all'epoca rivali dei Legion of Doom; secondo quanto da lui stesso dichiarato nel DVD sulla carriera dei Road Warriors, Ellering faticò molto a lavorare con un altro team contro Hawk e Animal, ai quali era molto legato. Entro la fine del suo secondo periodo nella WWF, tuttavia, tornò ad essere il manager dei LOD, anche se per breve tempo.

### Ritorno in WWE (2011–2018; 2024–2025)
Nel 2011 fu ammesso nella WWE Hall of Fame, insieme ai Road Warriors, introdotto da "The American Dream" Dusty Rhodes.
Tornò ad apparire nei programmi televisivi WWE allo show NXT TakeOver: The End dell'8 giugno 2016, rivelando di essere il manager degli esordienti Authors of Pain, dopo il loro attacco ai danni degli American Alpha, effettuando un turn heel per la prima volta in 18 anni. Il 28 gennaio 2017 a NXT TakeOver: San Antonio, Ellering portò Akam e Rezar alla conquista dell'NXT Tag Team Championship. Il 9 aprile 2018 Paul Ellering ha fatto il suo debutto a Raw con gli AOP rispondendo a una sfida aperta di Heath Slater e Rhyno. Dopo aver vinto il loro incontro, gli AOP hanno concluso la loro collaborazione con Ellering spingendolo via e lasciandolo solo mentre tornavano nel backstage.
Nella puntata speciale SmackDown New Year's Revolution del 5 gennaio 2024 fa il suo ritorno in WWE accompagnando gli AOP e Karrion Kross attaccando Bobby Lashley e gli Street Profits.
L'8 febbraio del 2025 è stato licenziato dalla WWE.

## Titoli e riconoscimenti
- American Wrestling Association

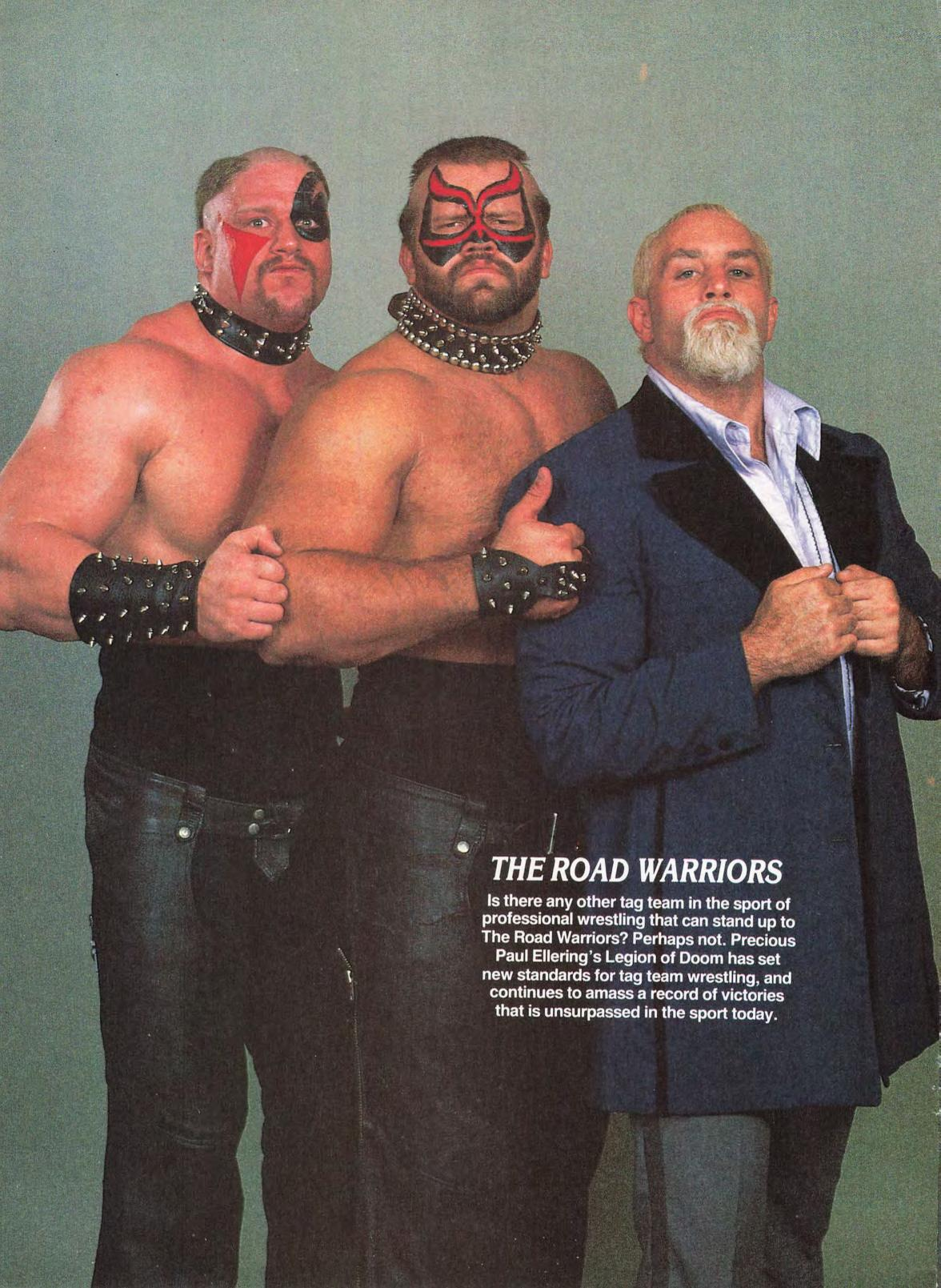
Paul Ellering con i Road Warriors (1985)

  - AWA Southern Heavyweight Championship (1)
  - AWA Southern Tag Team Championship (1) – con Sheik Ali Hassan
- International Wrestling Alliance
  - IWA Tag Team Championship (1) – con Terry Latham
- Professional Wrestling Museum
  - Hall of Fame (2011)[7]
- Pro Wrestling Illustrated
  - Manager of the Year (1984)[8]
- World Wrestling Entertainment
  - WWE Hall of Fame (classe del 2011)